# Metoděj Janíček
Metoděj Janíček (1. února 1862 Předklášteří – 23. července 1940 Oslavany) byl český kantor a hudební skladatel.

## Život
V Brně vystudoval gymnázium a učitelský ústav. Stal se fundatistou kláštera ve Starém Brně. Zastupoval zde Leoše Janáčka v době jeho studií ve Vídni a v Lipsku. Po maturitě v roce 1881 učil v řadě obcí v okolí Brna. Vystřídal Rajhrad, Šitbořice, Tuřany, Domašov. V Rajhradu byl pokladníkem spolku Břetislav, v Šitbořicích zakládal farní pěvecký sbor. Nejdéle učil v obci Zbýšov u Rosic, Ve všech místech kde působil, byl i ředitelem kůru a varhaníkem.
V roce 1920 odešel do důchodu a naplno se věnoval hudbě. Nejprve žil v Brně a přes pokročilý věk studoval skladbu v mistrovské třídě Leoše Janáčka. Později se odstěhoval do Oslavan, kde také zemřel. Je pochován ve svém posledním školním působišti, ve Zbýšově.

## Dílo
Zkomponoval na 150 skladeb, převážně pro chrámové účely (mše, requiem a různé příležitostné skladby). Několik jeho písní bylo zařazeno do kancionálu Cesta k věčné spáse. Skládal ale také světskou hudbu, sbory i taneční skladby.